# Malattia di Fryderyk Chopin

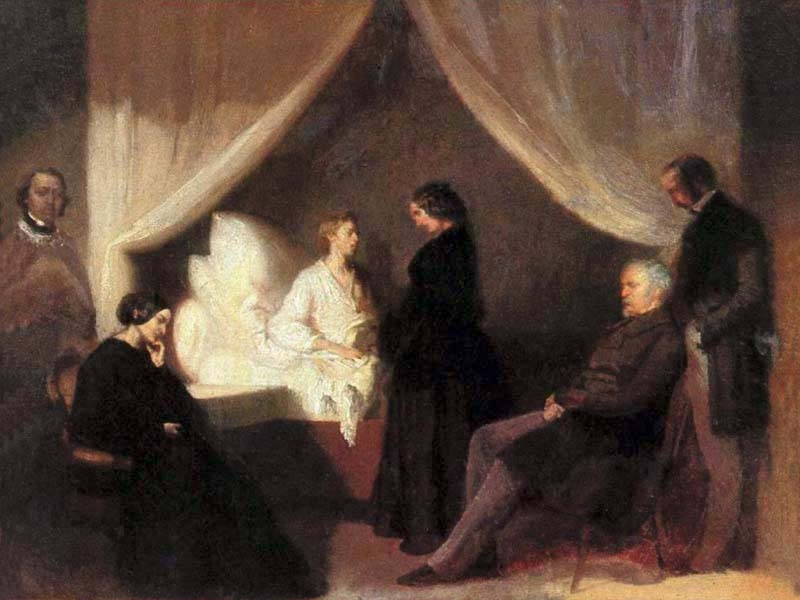
Chopin sul letto di morte, di Teofil Kwiatkowski, 1849, commissionato da Jane Stirling. Chopin è seduto a letto, alla presenza di (da sinistra) Aleksander Jełowicki, la sorella di Chopin Ludwika, Marcelina Czartoryska, Wojciech Grzymała, Kwiatkowski.

La malattia di Fryderyk Chopin e il motivo della sua morte prematura all'età di 39 anni sono stati spesso discussi per oltre 150 anni. Sebbene gli sia stata diagnosticata una tubercolosi e sia stato trattato per questa per tutta la sua vita, sono state suggerite diverse diagnosi alternative dalla sua morte nel 1849. Nel 2011 fu pubblicata una revisione completa delle possibili cause della malattia di Chopin. Un esame visivo del cuore di Chopin, per il quale l'autorizzazione è stata finalmente concessa nel 2017, ha indicato come probabile causa della morte una pericardite, causata dalla tubercolosi. Questo è stato contestato dai patologi, che affermano che un esame visivo da solo non può confermare tale malattia.

## Anamnesi
Fin dall'infanzia Fryderyk Chopin era malato e sotto assistenza medica. Mostrava intolleranza verso cibi grassi, in particolare per la carne di maiale, che gli causavano mal di stomaco, diarrea e perdita di peso. In seguito si sforzò di evitare tali sintomi con la dieta; ottenne miglioramenti sostanziali con ingredienti come miele e crusca d'avena. Chopin raggiunse un'altezza di 170 centimetri, il 25° percentile e da adulto pesava meno di 45 chilogrammi, sotto il 3° percentile.
È noto che Chopin non aveva i peli sul viso all'età di 22 anni; come scrisse nell'inverno del 1832, sviluppò basette su un solo lato della faccia. Nel 1826 fu malato per sei mesi, affetto da linfonodi cervicali ingrossati e forti mal di testa. Nel 1830 un raffreddore cronico causò gonfiore nasale che lo costrinse a cancellare i concerti programmati a Vienna.
Nel 1831, mentre era a Parigi, il 21enne Chopin ebbe il suo primo episodio di emottisi (tosse con sangue). Nel 1835, subì un grave attacco di laringite e bronchite di due mesi e la conseguente interruzione della sua corrispondenza con Varsavia provocò pettegolezzi sulla sua morte.
Nella prima giovinezza, si curava con la belladonna. Nell'ultimo decennio della sua vita, curava gli attacchi di tosse di cui aveva sofferto per tutta la vita con una miscela di zucchero e oppio. Chopin tossiva con un'abbondante quantità di muco, in particolare intorno alle 10 del mattino. Di tanto in tanto beveva alcol, a volte fumava e, come notavano alcuni autori, soffriva per le conseguenze dell'inalazione del fumo degli altri mentre si godeva la compagnia dei suoi amici parigini. Nell'ultimo anno della sua vita soffrì di diarrea, causata da cor pulmonale o insufficienza pancreatica esocrina.
Il 17 ottobre 1849, alle 2 del mattino, dopo un improvviso attacco di tosse, Chopin morì all'età di 39 anni. Il suo medico, Jean Cruveilhier, confermò la sua morte tenendo uno specchio sulla bocca di Chopin e illuminando le sue pupille con la luce di una candela. Secondo la volontà di Chopin, il dottor Cruveilhier, un famoso professore di patologia, eseguì un'autopsia. I risultati post mortem furono comunicati anche alla sorella di Chopin, Ludwika, Adolphe Gutmann e Jane Stirling. Il rapporto post mortem fu distrutto nell'incendio di Parigi del 1871 o durante la seconda guerra mondiale. Il certificato di morte indicava la causa della morte di Chopin come tubercolosi dei polmoni e della laringe. Tuttavia Wojciech Grzymała, in una lettera ad Auguste Leo datata ottobre 1849, scrisse che l'autopsia non aveva confermato i cambiamenti polmonari tubercolari e che la sua malattia reale era sconosciuta alla medicina contemporanea.

## I medici
Non è chiaro quanti medici avesse Chopin; vari autori hanno dato i numeri come 14, 31 o "quasi 50". Inoltre, il compositore aveva rapporti amichevoli con altri medici, che a volte potevano anche avergli fornito assistenza.
A Varsavia i medici di Chopin erano Jan Fryderyk Wilhelm Malcz, Franciszek Girardot e Fryderyk Adolf Roemer. A Vienna Chopin ricevette cure mediche da Johann Malfatti. Tra i medici di Chopin a Parigi c'erano Aleksander Hofman, Jean-Jacques Molin, André François Cauviere, Jan Matuszyński, Adam Raciborski, Pierre Gaubert e Gustave Papet, medico di famiglia di George Sand. Jean-Jacques Molin fu il medico che lo curò dal 1842 al 1847 quando venne a mancare, Chopin aveva piena fiducia in lui perché era l'unico che sapeva come rianimarlo nei momenti di debolezza. Durante il suo soggiorno a Londra nel 1848 Mallan e James Clark. A Parigi, nel 1848-1849, fu curato da Léon Simon, Fraenkel, David Koreff, Louis e Roth. L'ultimo medico di Chopin fu Jean Cruveilhier.

## Storia familiare
Poco si sa della salute del padre di Fryderyk, Nicolas Chopin, che visse fino a 73 anni e soffrì più volte di infezioni respiratorie. La madre del compositore non ebbe malattie croniche e raggiunse l'età di 87 anni.
Delle tre sorelle di Fryderyk, Izabela morì all'età di 70 anni e non ebbe malattie; Ludwika soffriva di infezioni respiratorie ricorrenti e morì a 47 anni; la più giovane, Emilia, era di fragile salute fin dalla prima infanzia; soffriva di tosse e dispnea ricorrenti. A 11 anni iniziò ad avere emorragie dal tratto gastrointestinale superiore e morì di tubercolosi a 14 anni.

## Tubercolosi
A Chopin fu diagnosticata la tubercolosi e fu trattato per essa secondo la pratica contemporanea, compresi il salasso e il lavaggio colico. La tubercolosi figurava nel suo certificato di morte, nonostante la presunta assenza dei tipici cambiamenti dell'organo. I critici di ipotesi alternative sulla malattia di Chopin sottolineano le abbondanti prove della tubercolosi. Tosse cronica ed emottisi sono sintomi comuni di tubercolosi; le complicanze possono includere sia la pericardite, che causa insufficienza del cuore destro, sia le bronchiectasie, che si manifestano con tosse produttiva e insufficienza respiratoria.
Una storia di 20 anni di emottisi è rara nella tubercolosi, ma non impossibile. Allo stesso modo, la tubercolosi cavernosa è rara durante l'infanzia, ma non può essere esclusa nel caso di Emilia Chopin. Fryderyk potrebbe avere contratto la tubercolosi da sua sorella minore.
Una monografia sui metodi storici di trattamento della tubercolosi ha trattato le singole terapie nel caso di Chopin, poiché la sua storia illustra bene le opinioni sul trattamento della tubercolosi a metà del XIX secolo.

## Autopsia e risultati
Sono stati fatti tentativi per ottenere il permesso di estrarre una piccola quantità di tessuto dal cuore di Chopin al fine di testarlo in una serie di condizioni specifiche. Il Dr. Michael Witt dell'Istituto di Biologia Molecolare e Cellulare di Varsavia ha fatto una simile richiesta nel 2008, ma il governo polacco ha negato il permesso. Nel 2017 è stata infine eseguita un'ispezione visiva sul cuore di Chopin conservato nell'alcool, sotto la direzione del professor Witt dell'Accademia polacca delle scienze. Il cuore è rimasto nell'alcool e il contenitore non è stato aperto, quindi non è stato possibile toccarlo o campionarlo. L'ispezione ha suggerito che un raro caso di pericardite, causata da complicanze da tubercolosi cronica, sia stata la probabile causa della morte di Chopin.

## Altre ipotesi

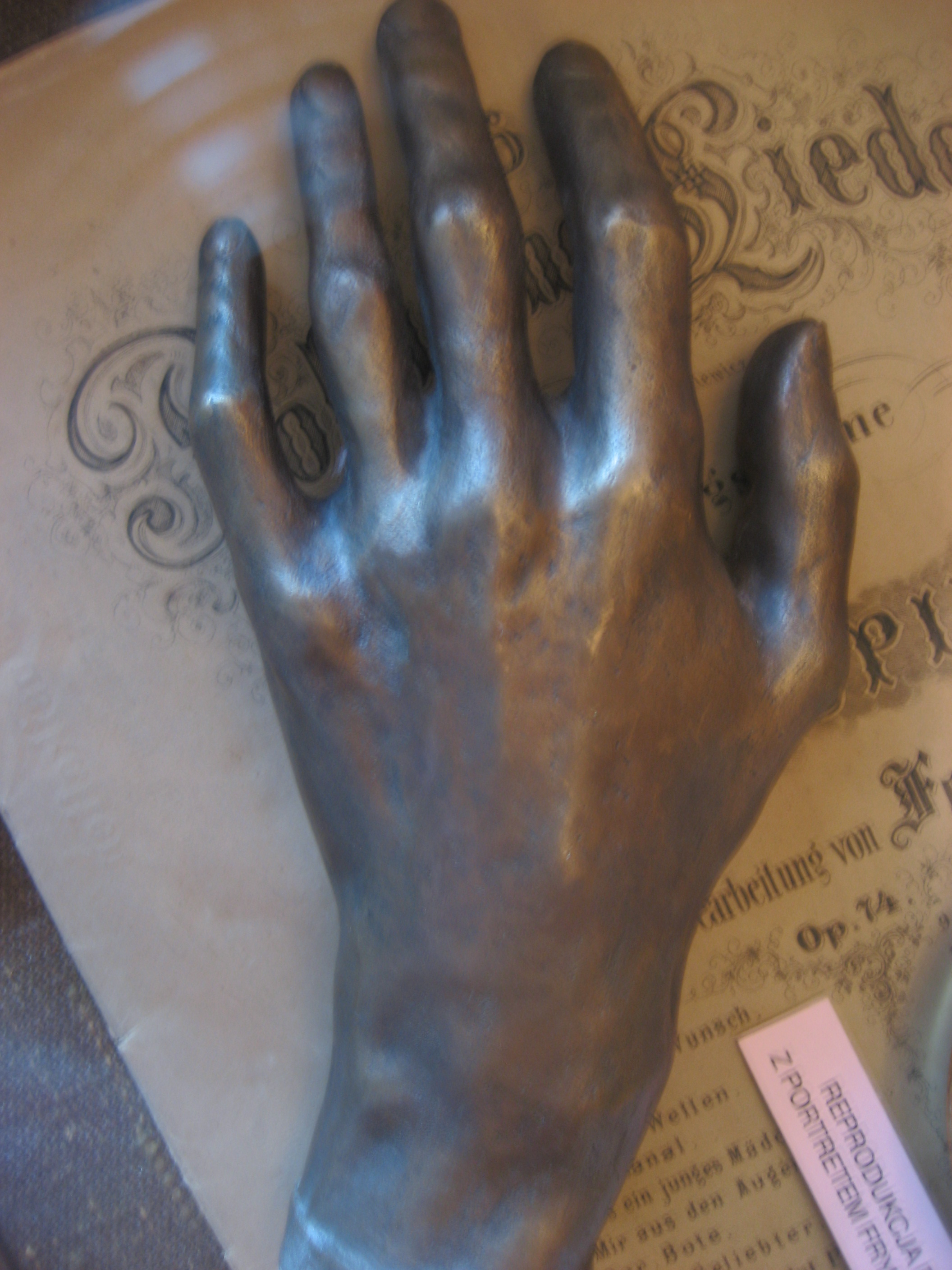
La mano sinistra di Chopin. Forma in bronzo post-mortem.

Numerose ipotesi alternative sulla causa della morte di Chopin fiorirono nel corso degli anni.
L'ipotesi che Chopin soffrisse di fibrosi cistica fu presentata per la prima volta da O 'Shea nel 1987. Chopin probabilmente era sessualmente attivo dalla prima età adulta, ma non lasciò discendenti. Alcuni autori hanno preso in considerazione quest'evidenza di infertilità, che ha favorito l'ipotesi della fibrosi cistica.
Un'ipotesi di deficit di alfa 1-antitripsina è stata proposta da Kuzemko nel 1994.
La stenosi mitralica era una possibile, seppure improbabile, causa delle lamentele dell'artista ed è stata discussa da Kubba e Young nel 1998. L'argomento più importante contro questa ipotesi è l'assenza di prove che Chopin soffrisse di febbre reumatica durante l'infanzia, che è la più comune causa di stenosi della valvola mitrale.
Kubba e Young hanno sottolineato una serie di altre possibili e immaginabili, anche se improbabili, diagnosi, oltre la fibrosi cistica e la alfa 1-antitripsina: granulomatosi eosinofila con poliangite, aspergillosi broncopolmonare allergica, ipogammaglobulinemia, emosiderosi polmonare idiopatica, ascessi polmonari e le malformazioni arterovenose polmonari.

## Salute mentale
I biografi di Chopin hanno spesso toccato il tema della depressione, ma l'argomento è stato raramente affrontato dagli psichiatri. Uno dei pochi studi sulla condizione mentale di Chopin è un'opera del 1920 di Bronislaw Onuf-Onufrowicz. L'autore ha citato biografi riguardo al carattere e alla psiche di Chopin e ha sottolineato alcuni sintomi che potrebbero indicare un disturbo maniaco-depressivo o una demenza praecox, ma ha fatto notare la totale assenza di prove per una psicosi severa e il fatto che i singoli sintomi possono solo suggerire una predisposizione a tali malattie mentali.